# Claus Ulrich Wiesner
Claus Ulrich Wiesner (auch C. U. Wiesner) (* 1. Januar 1933 in Brandenburg an der Havel; † 24. Oktober 2016 in Wandlitz) war ein deutscher Schriftsteller und Drehbuchautor.

## Leben
Wiesner stammte aus einer Gastwirtsfamilie, die im Brandenburger Stadtteil Altstadt eine Kneipe betrieb. Nachdem sein Vater im Jahr 1935 das Lokal hatte aufgeben müssen, wuchs er im Bahnhofsviertel mit seinem drei Jahre jüngeren Bruder in einfachen Verhältnissen auf. Nach dem Abitur verließ er seine Heimatstadt und belegte 1951 in Ost-Berlin Studien als Dolmetscher für Englisch, der Germanistik und Filmszenaristik. Er war von 1952 bis 1953 Redaktionsassistent im Verlag Volk und Wissen, von 1953 bis 1956 Redakteur im Verlag Volk und Welt und von 1959 bis 1960 Lektor im Eulenspiegel Verlag. Ab 1964 war er als freischaffender Schriftsteller als Dramatiker, Film- und Hörspielautor tätig und verfasste Texte für verschiedene Kabaretts, unter anderem für die Distel. Er schrieb regelmäßig Theaterkritiken für die „Theater-Eule“ in der Zeitschrift Eulenspiegel und Kurzgeschichten. 1989 übersiedelte er mit seiner Frau nach Klosterfelde (Landkreis Barnim) und schrieb regelmäßig Kolumnen für die im Landkreis Oberhavel erscheinende Tageszeitung „Oranienburger Generalanzeiger“. Nach dem Tod seiner Frau im Jahr 2014 lebte er sehr zurückgezogen und starb im Oktober 2016 in dem zur Gemeinde Wandlitz gehörigen Ortsteil Klosterfelde.

## Rezeption
Eine populäre Figur Wiesners ist der Frisör Wilhelm Kleinekorte, der sich im Eulenspiegel während fiktiver „Frisörgeschichten“ humorvoll über tagespolitische und allgemeine Probleme ausließ. Kleinekortes Markenzeichen war der urwüchsige Berliner Dialekt, wobei er sich bevorzugt jener Fremdwörter bediente, deren genaue Aussprache er zwar nicht kannte, deren Bedeutung jedoch in treffender Doppelsinnigkeit zuordnete. Aus einer „Reduktionskur“ wurde dann beispielsweise eine „Redaktionskur“ etc. Sprichwörtlich wurde dabei die Begrüßungsformel Kleinekortes: „Neh'm Se Platz, Herr Jeheimrat! Was gibt's neues auf'm Bau? Wieder Nachtschicht jehabt?“ Die Popularität seiner Figur brachte Wiesner 1988 zwei Nebenrollen als Friseur im Kinderfilm Kai aus der Kiste sowie seiner eigenen Serie Spuk von draußen ein.
Zu seinen größten Erfolgen gehören die Ideen und Drehbücher für die Fernsehserien Spuk unterm Riesenrad, Spuk im Hochhaus und Spuk von draußen, außerdem war er an zahlreichen Drehbüchern für Kino- und Fernsehfilme beteiligt (unter anderem Signale – Ein Weltraumabenteuer, Stülpner-Legende und drei Folgen von Polizeiruf 110).

## Publikationen
- (als Herausgeber) Einfälle und Reinfälle. Humoristische und satirische Bildserien. Mit Herluf Bidstrup. Eulenspiegel-Verlag, Berlin 1957.
- Handbuch für Untermieter. Eulenspiegel-Verlag, Berlin 1958. Drei Auflagen bis 1963.
- Frisör Kleinekorte. Eulenspiegel-Verlag, Berlin 1965. Vier weitere Auflagen als Sammelband bis 1994.
- Jonas wird misstrauisch. Teil 88 der Reihe „Blaulicht“. Verlag Das Neue Berlin, Berlin 1967.
- Frisör Kleinekorte seift wieder ein. Eulenspiegel-Verlag, Berlin 1971. Vier weitere Auflagen als Sammelband bis 1994.
- Die singende Lokomotive. 25 Kurzgeschichten. Eulenspiegel-Verlag, Berlin 1974. Drei Auflagen bis 1980.
- (als Bearbeiter): Ilf und Petrow: Zwölf Stühle. Verlag Volk und Welt, Berlin 1978. Zwei Auflagen bis 1980. Lizenzausgabe bei Damnitz, München 1979 (ISBN 3-88112-049-1) und Fischer-Taschenbuch-Verlag, Frankfurt am Main 1987 (ISBN 3-596-28204-7).
- Herrensalon W. Kleinekorte. Eulenspiegel-Verlag, Berlin 197x. Fünf Auflagen bis 1985.
- Das Möwennest. Verlag Das Neue Berlin, Berlin 1979. Drei Auflagen bis 1989. ISBN 3-360-00272-5. Lizenzausgabe beim Rowohlt Verlag, Reinbek 1983. ISBN 3-499-42652-8
- Frisör Kleinekorte in Venedig und anderswo. Eulenspiegel-Verlag, Berlin 1981. Vier Auflagen bis 1990. ISBN 3-359-00307-1
- Mach′s gut, Schneewittchen. 10 Geschichten aus der Kinderzeit. Eulenspiegel-Verlag, Berlin 1982. Vier Auflagen bis 1988. ISBN 3-359-00277-6
- Spuk unterm Riesenrad. Kinderbuchverlag, Berlin 1984. Neuauflage bei leiv Leipziger Kinderbuchverlag, Leipzig 2009. ISBN 978-3-89603-323-9.
- Leb wohl, Rapunzel!. 11 Kapitel aus der Jugendzeit. Eulenspiegel-Verlag, Berlin 1985. Zwei Auflagen bis 1987. ISBN 3-359-00211-3. Neuauflage 1989. ISBN 3-359-00458-2
- Die Geister von Thorland. Eulenspiegel-Verlag, Berlin 1989. ISBN 3-359-00320-9.
- Das war′s. Lachdienliche Hinweise. Reiher, Berlin 1991. ISBN 3-910163-26-2
- Frisör Kleinekorte. Salongespräche aus drei Jahrzehnten. Eulenspiegel-Verlag, Berlin 1994. ISBN 3-359-00749-2
- Spuk unterm Riesenrad. Hörspiel, DAV, Berlin 2011

### Bühnenstücke
- Einer geht baden, Lustspiel. Uraufführung Volkstheater Rostock 1963
- Kleinekortes große Zeiten, Schauspiel. Uraufführung Volkstheater Rostock 1969
- Verlieb dich nicht in eine Heilige, Musikalische Märchenkomödie.    Uraufführung Staatsoperette Dresden 1969

## Szenarium (Auswahl)
- 1970: Signale – Ein Weltraumabenteuer
- 1973: Stülpner-Legende (TV-Miniserie)
- 1977: Polizeiruf 110: Kollision (TV-Reihe)
- 1978: Polizeiruf 110: Bonnys Blues (TV-Reihe)
- 1979: Spuk unterm Riesenrad (TV-Miniserie)
- 1980: Schauspielereien mit Peter Borgelt und Sigrid Göhler: Die Liebe höret nimmer auf (Fernsehspiele)
- 1980: Polizeiruf 110: Die Entdeckung (TV-Reihe)
- 1982–1983: Spuk im Hochhaus (TV-Miniserie)
- 1987: Spuk von draußen (TV-Miniserie, auch Rolle als Erzähler)